# Ogniem i mieczem
Ogniem i mieczem is een Pools historisch drama uit 1999 naar het gelijknamige boek van Henryk Sienkiewicz. De film is ook bekend onder de alternatieve titel With Fire and Sword. Ten tijde van de opnames was het de duurste Poolse film ooit.

## Verhaallijn
De Poolse ridder Skrzetuski en de Kozak Bohun worden beiden verliefd op dezelfde vrouw, de mooie Helena. Door een opstand van de kozakken, onder leiding van Bohdan Chmelnytsky, tegen Poolse edelen wordt hun rivaliteit alsmaar groter. In tegenstelling tot het boek, eindigt de film niet met de Slag om Berestechko.

## Rolverdeling
| Acteur               | Personage                  |
| -------------------- | -------------------------- |
| Izabella Scorupco    | Helena Kurcewiczówna       |
| Michał Żebrowski     | Jan Skrzetuski             |
| Aleksander Domogarow | Jurko Bohun                |
| Krzysztof Kowalewski | Jan Onufry Zagłoba         |
| Bohdan Stupka        | Bohdan Zenobi Chmielnicki  |
| Andrzej Seweryn      | Jeremi Michał Wiśniowiecki |
| Zbigniew Zamachowski | Jerzy Michał Wołodyjowski  |
| Wiktor Zborowski     | Longinus Podbipięta        |
| Wojciech Malajkat    | Rzędzian                   |
| Ewa Wiśniewska       |                            |